# Сень-Кюёльский наслег
Сень-Кюёльский наслег (якут. Сиэн күөл нэһилиэк) — сельское поселение в Среднеколымском улусе Якутии Российской Федерации.
Административный центр — село Ойусардах. 
На территории наслега множество озёр, в том числе крупные: Балаганнах (63,3 км²), Унарба 2-я (61,8 км²), Чёхчёнгёлёх (52 км²), Или-Эбе (49,9 км²), Унестех, Сян-Кюёль, Агра-Эбе (34,7 км²) и другие. Западную границу наслега образует Колыма.

## История
Статус и границы сельского поселения установлены Законом Республики Саха (Якутия) от 30 ноября 2004 года N 173-З N 353-III «Об установлении границ и о наделении статусом городского и сельского поселений муниципальных образований Республики Саха (Якутия)».

## Население
| 2002 | 2007 | 2010 | 2011 | 2012 | 2013 | 2014 |
| ---- | ---- | ---- | ---- | ---- | ---- | ---- |
| 551  | ↘523 | →523 | ↗524 | ↘517 | ↘503 | ↗514 |
| 2015 | 2016 | 2017 | 2018 | 2019 | 2020 | 2021 |
| ↗520 | →520 | ↘516 | ↗520 | ↘515 | ↘509 | ↘505 |

## Состав сельского поселения
| № | Населённый пункт | Тип населённого пункта       | Население |
| - | ---------------- | ---------------------------- | --------- |
| 1 | Ойусардах        | село, административный центр | ↗530      |
| 2 | Роман            | посёлок                      | →0        |